# Fippataleyrodes indica
Fippataleyrodes indica là một loài côn trùng cánh nửa trong họ Aleyrodidae, phân họ Aleyrodinae.
Fippataleyrodes indica được Sundararaj & David miêu tả khoa học đầu tiên năm 1992.